# Mershepsesre Ini II
Mershepsesre Ini (còn được biết đến như là Ini II) là một pharaon thuộc giai đoạn cuối của vương triều thứ 13, ông có thể là vị vua thứ 46 của vương triều này. Ông đã cai trị toàn bộ Thượng Ai Cập vào giai đoạn giữa thế kỷ thứ XVII TCN.

## Chứng thực
Mershepsesre Ini chỉ được chứng thực bởi một dòng chữ khắc duy nhất mà ghi lại tên nomen và prenomen của ông, nó được khắc ở phần nửa dưới của một bức tượng mà nguồn gốc ban đầu của nó là từ Điện thờ của Amun-Ra ở Karnak. Vào thời kỳ La Mã, bức tượng này được mang tới ngôi đền của thần Isis tại Benevento, Ý, và được phát hiện ở đây vào năm 1957; ngày nay bức tượng này đang được lưu giữ tại bảo tàng địa phương Museo del Sannio.

Ini có thể cũng đã được chứng thực trong cuộn giấy cói Turin ở cột thứ 8, hàng thứ 16, mà đọc là "Mer...re". Nếu như sự đồng nhất này là đúng, Mershepsesre Ini II sẽ là vị vua thứ 46 của vương triều này. Kim Ryholt thay vào đó đề xuất rằng "Mer...re" được ghi lại trong cuộn giấy cói Turin này là nhắc đến Mersekhemre Neferhotep II, vốn được ông ta xem như là một vị vua khác biệt với Mersekhemre Ined. Tuy vậy, Mershepsesre Ini chắc hẳn là đã trị vị trong giai đoạn gần cuối của vương triều này.

## Vị trí trong biên niên sử
Vị trí chính xác của Mershepsesre Ini trong biên niên sử lại không chắc chắn, mặc dù ông chắc hẳn là đã trị vì vào giai đoạn cuối của vương triều thứ 13. Trong sự phục dựng của mình về thời kỳ Chuyển tiếp thứ Hai, Kim Ryholt lại không đưa ra vị trí nào dành cho Mershepsesre Ini do sự hiếu hụt các bằng chứng. Theo sự sắp xếp mới thì tiên vương của Mershepesre Ini là Sewadjare Mentuhotep V và vị vua kế vị của ông là Mersekhemre Neferhotep II. Jürgen von Beckerath thay vào đó lại xác định "Mer...re" trong cuộn giấy cói Turin là tiên vương của Mershepsesre Ini và vị vua kế vị của ông là Merkheperre.